# Демосфеновский корпус

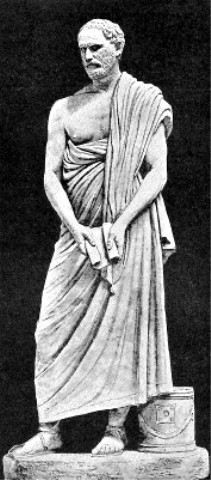
Демосфен

«Демосфеновский корпус» — условное название литературного наследия древнегреческого оратора Демосфена. Этому автору приписывают 61 речь и 6 писем, но некоторые из них явно были написаны другими людьми.

## Общая характеристика
В общей сложности в античную эпоху было известно 65 речей Демосфена. Сохранился сборник, который содержит 61 речь, 56 вступлений к речам и 6 писем. О некоторых из этих произведений точно написано, что они написаны другими людьми, в ряде случаев исследователи предполагают альтернативное авторство. В общей сложности оспаривается принадлежность Демосфену 20 текстов из Демосфеновского корпуса. С другой стороны, тексты ряда речей этого оратора (в том числе очень известных в своё время) утрачены полностью. Это, например, надгробное слово в честь павших при Херонее, ряд речей, упомянутых самим Демосфеном в речи «За Ктесифонта о венке» (их он произнёс после вторжения Филиппа Македонского в Центральную Элладу в 338 году до н. э.), речь с разоблачением Пифона, произнесённая в 343 году до н. э., речи, которые Демосфен произносил в других греческих городах в качестве посла.
Некоторые из этих выступлений быстро теряли актуальность и оказывались забыты. К текстам ряда речей Демосфен возвращался позже, редактировал их и издавал в качестве памфлетов. Эти речи продолжали читать и после его смерти, причём в некоторых случаях происходило редактирование. Например, «Четвёртая речь против Филиппа», по-видимому, представляет собой компиляцию из обрывков подлинных речей Демосфена.
Все сохранившиеся речи Демосфена делятся на три группы: судебные выступления по частным делам (это речи против опекунов и речи, написанные для клиентов, причём все относятся к периоду с 364 по 345 год до н. э.), судебно-политические (некоторые из них оратор произносил сам, некоторые писал для клиентов) и политические, произнесённые в Народном собрании. В составе корпуса есть и две эпидектические речи, но они явно написаны другим человеком.
Оратора прославили в первую очередь его политические выступления. Однако исследователи констатируют, что все речи Демосфена является очень ценным историческим источником: например, судебные выступления содержат массу уникальных данных об экономике и быте древних Афин.

## Состав корпуса
Все речи и письма в составе «демосфеновского корпуса» были пронумерованы ещё в античную эпоху. При этом нумерация не соответствует хронологии.
- I. Олинфская первая
- II. Олинфская вторая
- III. Олинфская третья
- IV. Первая речь против Филиппа
- V. О мире
- VI. Вторая речь против Филиппа
- VII. О Галоннесе (в действительности написана Гегесиппом)
- VIII. О делах в Херсонесе
- IX. Третья речь против Филиппа
- X. Четвёртая речь против Филиппа
- XI. В ответ на письмо Филиппа
- XII. Письмо Филиппа
- XIII. О распределении средств
- XIV. О симмориях
- XV. О свободе родосцев
- XVI. За мегалопольцев
- XVII. О договоре с Александром
- XVIII. За Ктесифонта о венке
- XIX. О преступном посольстве
- XX. Против Лептина об ателлии
- XXI. Против Мидия о пощёчине
- XXII. Против Андротиона о нарушении законов
- XXIII. Против Аристократа
- XXIV. Против Тимократа
- XXV. Против Аристогитона первая
- XXVI. Против Аристогитона вторая
- XXVII. Против Афоба первая
- XXVIII. Против Афоба вторая
- XXIX. Против Афоба третья
- XXX. Против Онетора первая
- XXXI. Против Онетора вторая
- XXXII. Против Зенотемида
- XXXIII. Против Апатурия
- XXXIV. Против Формиона по делу о займе
- XXXV. Против Лакрита
- XXXVI. В защиту Формиона
- XXXVII. Против Пантэнета
- XXXVIII. Против Навсимаха и Ксенопифа
- XXXIX. Против Беота по поводу имени
- XL. Против Беота по поводу приданого матери
- XLI. Против Спудия о приданом
- XLII. Против Фениппа об обмене имуществом
- XLIII. Против Макартата о наследстве Гагния
- XLIV. Против Леохара о наследстве Архиада
- XLV. Первая речь против Стефана о лжесвидетельстве
- XLVI. Вторая речь против Стефана о лжесвидетельстве
- XLVII. Против Эверга и Мнесибула по обвинению в лжесвидетельстве
- XLVIII. Против Олимпиодора о нанесении ущерба
- XLIX. Против Тимофея о долге
- L. Против Поликла о сверхсрочной триерархии
- LI. О венке за триерархию
- LII. Против Каллиппа
- LIII. Против Никострата по поводу внесения в опись рабов Арефузия
- LIV. Против Конона за нанесение побоев
- LV. Против Калликла об ущербе, нанесённом земельному участку
- LVI. Против Дионисодора
- LVII. Против Евбулида: Апелляционная жалоба
- LVIII. Против Феокрина
- LIX. Против Неэры
- LX. Надгробная речь
- LXI. Любовная речь
- Вступления к политическим речам
- Письма